# Alexandre Jean Oppenordt
Alexandre Jean Oppenordt (Gheldria, 1639 – Parigi, 16 aprile 1715) è stato un ebanista francese di origine olandese.
Si conosce poco della vita di Alexandre Jean Oppenordt. Si trasferì dai Paesi Bassi in Francia, a Parigi, e nel 1679 divenne un cittadino naturalizzato francese. In seguito collaborò come ebanista per il re Luigi XIV e nel 1684 ottenne anche il riconoscimento al Louvre. Tra i suoi lavori si ricordano i 12 medaglieri intarsiati inseriti nella collezione personale del re nel castello di Versailles. Si specializzò inoltre nella produzione di pavimenti in parquet anche questi installati a Versailles.
Suo figlio Gilles-Marie Oppenord è stato un famoso designer e architetto.